# Szentes város- és határrészei
Szentes kialakulására és történetére nagy hatással volt a határában elterülő vízi világ, a Tisza és Kurca folyók, valamint a környező erek. Egyfelől tiszai átkelőhely volt a város, másfelől a vízi világ védte meg a táj lakosait az ellenséges hadak dúlásától a török időkben. Szentes nagy része a Kurca keleti partján található, a túlpartra csak a Tisza szabályozása és a Kurca csatornává alakítása után terjeszkedett a város. A városnak kiterjedt határa van. Területe 1950-ben csökkent Nagytőke és Eperjes kiválásával, a 70-es évek végén viszont az addig önálló Magyartést a városhoz csatolták. A szentesi határban tanyasi gazdálkodás folyt a téeszesítés előtt, ennek ma már kevés nyomát láthatjuk, akár csak a folyószabályozás előtti vízi mesterségeknek.

## Elpusztult települések
Szentes mai határában több olyan falu is létezett, melyek nem élték túl a török időket, illetve nem az eredeti helyükön épültek újjá:
- Besenyő - ld. Dánháza.
- Bökény – a várostól északra, a mai zalotai határrészben.
- Bőd – a Tisza jobb (csongrádi) partján állt, itt volt a Bődi-rév. Területéből a Tisza és a Kurca közé eső rész ma Szentes része.
- Csanytelek - középkori területéből a Tisza és a Kurca közti részből egy kisebb terület ma a szentesi határba esik.
- Dánháza (Dancsháza) – talán a kistőkei határrészben volt.
- Derekegyház - középkori területének a Kórógytól északra eső része ma Szenteshez tartozik.
- Donáttornya – nevét ma Dónát határrész őrzi.
- Ecser – nevét Ecser határrész őrzi, a Veker-ér mellett volt. Templomának romjai máig állnak.
- Fábiánsebestyén – a régi falu nem a mai helyén, hanem keletebbre, nagyjából a Kiskunfélegyháza–Orosháza-vasútvonal Pusztatemplom megállóhelyénél volt. Templomának romjai ma is állnak.
- Hékéd – Az ősi Hékéd falu nem maradt fent, nagyjából a katonai lőtér északi végénél lévő Bikaakolnál, esetleg a Hékéd megállóhelynél volt. A név városrészként tovább él.
- Ismeretlen nevű település - a Sáp-halom tövében is volt egy falu, mely a tatárjárás előtt elpusztult. Nevét írott forrás nem őrizte meg. (Fele Szegvár határába esik.)
- Karácsonytelke – 18. századi hagyomány a kistőkei határrészre teszi, középkori említése nem ismert.
- Királyság – a mai Eperjes közelében, a királysági határrészben állhatott. Másik neve Zeleméres volt.
- Másegyház - a mai Kajánújfalu nevű külterületi lakott hely közelében, kváderkőből épült templomát feltárták.
- Pankota – 18. századi hagyomány említi, nevét a Pankota határrész és egy termelőszövetkezet elnevezése is őrzi. Középkori említése nem ismert.
- Sáp – Szegvár és Szentes határán, a Kurca és a mára lecsapolt Kontra-tó között, a jelenleg Berek nevű határrészben. A falu egykori lakott területe a szegvári határba esik. Emlékét néveltolódás révén a tómeder túloldalán álló Sáp-halom őrzi.
- Szentábrahám - elpusztult falu, Szentlászló és Donáttornya között volt.
- Szentilona – a várostól délkeletre volt, a Kurca és a Tisza között. Területén ma áthalad a 451-es út várost elkerülő szakasza, emlékét az Ilona-part elnevezés őrzi.
- Szentlászló – nevét Szentlászló határrész őrzi, a település helye a Szentes-Kunszentmárton közti 45-ös főút vekeri hídja közelében jól azonosítható.
- Szentmihályfalva – Lapistó határrész északi részén volt található, a 147-es vasútvonalhoz közel, a Kántorhalom közelében.
- Tőke – a mai Nagytőke falu őse a mai falutól kissé délre épült.
- Tés – a mai Magyartés elődje
- Várhát – Felsőrét határrészen, a Kurca és a Tisza között. Az elnevezés az újabb kutatási eredmények szerint a régóta keresett, Anonymus által említett csongrádi vár helyéről eredhet (a középkorban még nem a Tisza, hanem a Kurca medrében húzódtak a közigazgatási határok).
- Veresegyháza – nevét Veresegyháza határrész őrzi, a Veker-ér mellett volt található a mai megyehatár felé.
- Zeleméres - ld. Királyság.

## Városrészek

### Hékéd
A város északi része, főutcája a 4516-os út; a Damjanich János utca választja el Felsőpárttól. Van iskolája (Damjanich János Általános Iskola, ma a Deák Ferenc Általános Iskola tagiskolájaként üzemel) és vasúti megállóhelye, ahonnan Csongrád-Kiskunfélegyháza valamint Szolnok felé indulnak vonatok. Hékédtől északra üzemelt valaha a város repülőtere amit balesetveszélyre hivatkozva a 45-ös út mellé költöztettek. Az egykori hangárok a Szentesi Ruhagyárhoz kerültek, de azóta már az is megszűnt.
Bár ma már városrésznek számít, sokáig határ volt; itt állt az egykori Hékéd falu. Neve először a 14. században bukkant fel, majd a 15. században: 1453-ban Heykedi Anna, néhai Heykedi Gergely leánya Sári Péter mestert, Hunyadi János titkárát fiává fogadta és neki Heyked (Hékéd), Bewd (Bőd) helységeket, Dancsháza, közönségesen Becsenew pusztával - valamennyit Csongrád vármegyében, - továbbá Zenthes (Szentes) és Donathwrna (Dónáttornya) falvak közt fekvő földeket egészen a Tisza folyóig a halastavakkal és patronátusi joggal együtt örök birtok gyanánt neki adta Későbbi forrásokban már csak a falu emléke él. Lakói reformátusok voltak. Templomának 1700 körül már nyoma sem volt – viszont a faluhoz tartozó egykori szőlők megmaradtak, még termés is volt rajtuk akkoriban.

### Nagyhegy
Nagyhegy Hékédtől keletre található természetes magaslat. Az elnevezést nem hegy formája miatt kapta: a szőlőhegyek kapták rendre a "hegy" elnevezést, más kiemelkedéseket hátnak, dombnak vagy halomnak neveztek. Ma belterület, állandó- és hétvégi házak sorakoznak itt gyümölcsöskertekkel. Neve az 1840-es térképeken még nem szerepelt, helyette azokon a Homoki, Bogarasi illetve Hékédi szőlők név látható. Nagyhegynek vagy Öreghegynek a terület legmagasabb pontját hívhatták. Természeti adottságai a folyószabályozás előtt érvényesültek: nyugatról a Kurca és Tisza ártere, keletről a Veker mocsara (Vekerlapos) védte, így csak a város felől volt megközelíthető.
Itt volt található a Kunszentmárton felé vivő, mai 45-ös főúton az úgynevezett Körmendi kapu is. Régi kisebb települések nem fallal voltak körülvéve, hanem vesszőfonadékkal, sövény- és tüskekerítéssel, az állatok elkóborlását akadályozandó. "Kapuk" a városba vezető utakon álltak, de ezek nádfonatból állhattak.
1922-ben a Zsoldos Gőzmalom, Ipartelep és Kereskedelmi Részvénytársaság 800 méter hosszú kisvasutat épített a Nagyhegy 131. helyrajzi számú homokbányájából a hékédi vasútmegállóhoz. A vasút lóvasútként üzemelt, 600 milliméter nyomtávú volt. Nem volt hosszú életű, az 1930-as évek derekán már fölszedték.

### Kurca
A Kurca teljes hosszúsága 39,359 kilométer, vízgyűjtő területe az Alföld dél-keleti részét képező Maros-Körös közének észak-nyugati részén terül el. Határát nyugaton a Tisza,
észak-nyugaton és északon a Körösök, észak-keleten a Szentes-Cserebökényi Eperjes vonal és a Dögös-Kákafoki-csatorna jelenti. Délen Csanádapáca – Orosháza – Mindszent térségében húzódik a vízgyűjtő terület határvonala.

## Külterületek és határrészek

### Alsórét, Felsőrét
Szentes "Rét"-nek nevezett határrésze egykor a Kurca és Tisza közti árterülete volt, amit a tiszai (Bődi rév) és kurcai átkelő közötti Vámházgáti út (másik nevén Kucori-gát) vágott ketté Alsó- és Felsőrétté. Mivel a környékben itt volt a legszűkebb (~ 2 km) a Tisza völgye, célszerű volt itt átvezetni egy országos jelentőségű hadi- és kereskedelmi útvonalat. A tiszai átkelést egészen 1903-ig különféle vízi szállítási módokkal kellett megoldani (csónak, tömlők). A XVIII. század végén a Tisza partjától a Kurcáig már töltés húzódott az ártérben (készítésének ideje ismeretlen), melyet akkoriban az ártéri füzesek vesszőanyagának a felhasználásával a szentesiek - vámmentesség fejében - közösségileg tartottak karban. A töltésen három kisebb (az erek fölött) és egy nagyobb (a kurcai) fahíd biztosította az ártéri vizek szabad mozgását. A töltésnek a Tisza-gát és a Kurca közé eső része ma is megvan és útként üzemel.
A Bődi rév nevét a középkori Bőd településről kapta. A Tisza jobb partján (a csongrádi oldalon) a mai közúti Tisza-híd alatt állt, területét ma a jobbparti Tisza-gát metszi. Helyét egykor kereszt is jelezte, ami ma már nincs meg. Feljegyzések szerint a falunak temploma is volt. A Bődi révet Anonymus is megemlíti a honfoglalásról írt történetében. A kurcai átkelő és a töltés egy része a Csongrádra vezető út kikövezésével (1883), maga a Bődi rév vasúti híd 1903-as megépülésével elveszítette jelentőségét.
A rét jelentése mocsaras, vizes terület volt a tájnyelvben – ez a terület rászolgált erre, hiszen a Tisza árterének számított. Alsórét területén több tó is volt (Sulymos-tó, Örvény-tó, Taplika-tó) amik az árvizek visszavonulásával jöttek létre, és nem is száradtak ki év közben. A Sulymos-tavat 1075-ben, az Örvény-tavat 1332-ben említik oklevelek – ma már egyik sincs meg. A rét mocsárvilága búvóhelyet jelentett a város lakóinak támadás esetén. Petrák-krónika feljegyzése szerint "a lakosoknak nagyobb része menedék helye egyéb nem volt, mint a város mellett elnyúló nagy rétség". Alsóréten kb. 280-290 tanya állt, volt iskolája is. A terület kiemelkedő része volt az Ilonapart, az egykori Szentilona falu helye.
Felsőrét legkiemelkedőbb pontja a Várhát, ahol Koszta József tanyája is állt. Körülötte volt található a Várfok nevű ér, melynek a nevét vasútmegálló is őrizte. Egyes feltételezések szerint a Várhát a csongrádi földvár maradványa.

### Dónát

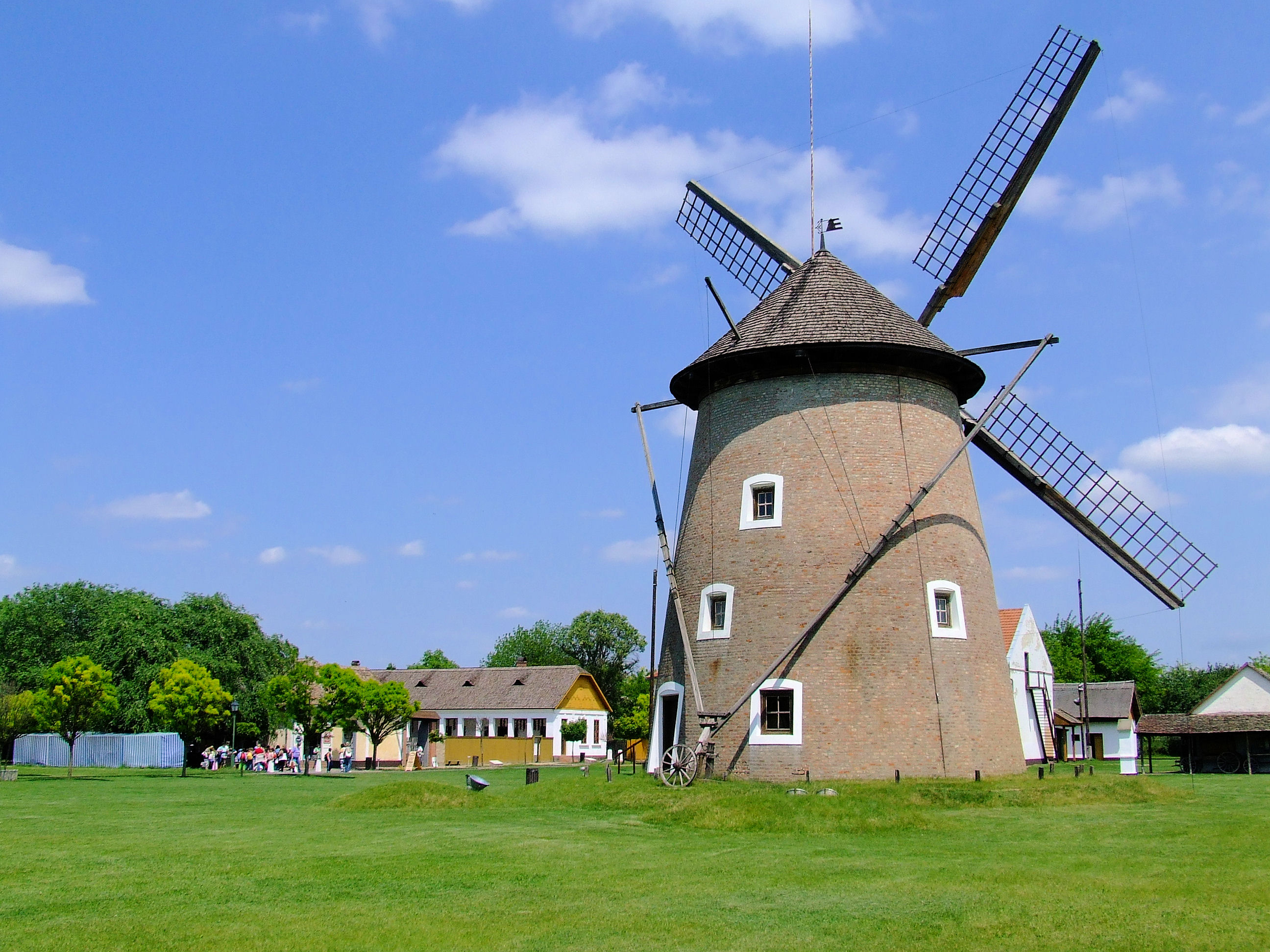
Dónáti szélmalom Ópusztaszeren kiállítva

Dónát Szentestől keletre található határrész, nyugatról a Kórógy-csatorna, keletről Nagymágocs, északról Fábiánsebestyén határolja. Északi részén fut a 4642-es számú, Szentes-Fábiánsebestyén közti országút és a Kiskunfélegyháza–Orosháza-vasútvonal, ahol vasúti megálló is őrzi a nevét. Régebben élt a Külső-Dónát és Belső-Dónát elnevezés, hivatalosan a határrész két egykori tanyasi iskoláját különböztették meg vele (Belső-dónáti iskola, Külső-dónáti iskola).
A határrész az egykor itt állott Donáttornya nevű középkori mezővárosról kapta a nevét. Donáttornya a Kórógy és a Mágocs-ér összefolyásánál állt (amik akkoriban élővíznek számítottak), de a Kórógytól keletre is folytatódott 2-300 méter hosszan. A falu tornyos templommal is rendelkezett, melynek alapjait a 20. század elején tárták fel. A falmaradványokon égésnyomokat találtak, valamint köztük szétszórt emberi csontokat. Ez a település pusztulására utal, feltehetőleg a falu felgyújtásakor a templomba menekült lakosság csontjai kerültek így elő. A város 1561-ben néptelen volt; teljesen a tizenöt éves háború idején pusztult el 1596-ban. Megmaradt lakói Szentesre költöztek. A Petrák-krónika szerint a templom falai az 1700-as évek elején még álltak, de idővel a környékbeliek elhordták a köveit építkezésekre.
Az egykori falutól délre kunhalom található.

### Magyartés

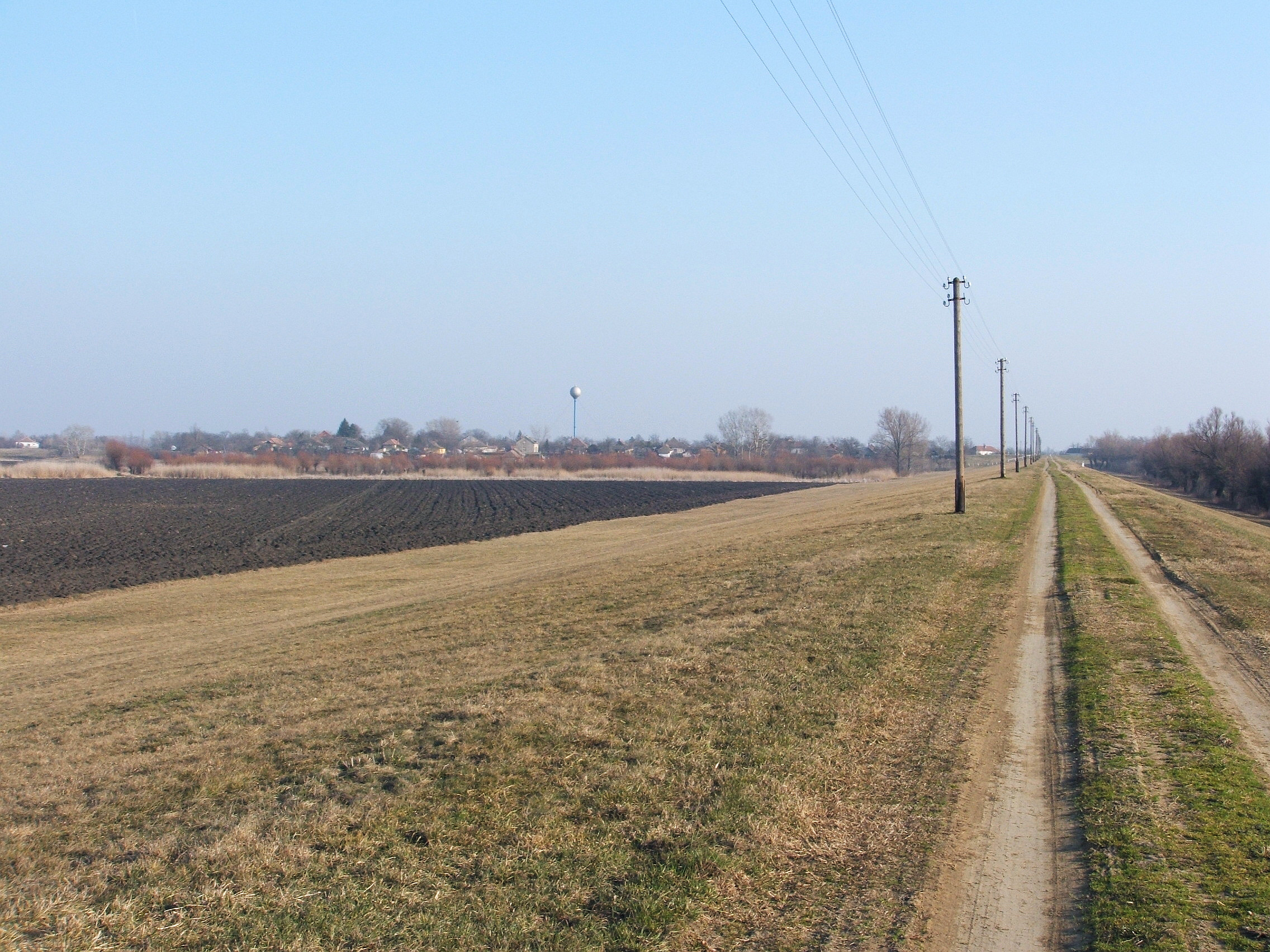
Magyartés látképe a Körös-gáttal

Szentestől északra található zsákfalu a Hármas-Körös partján. Megközelíthető Szentes, Nagytőke és a Tisza-híd felől, a 4516-os úton, majd mellékutakon. Egykor Szelevény felől a Körös folyó zalotai révjén átkelve is elérhető volt, ám a komp ma már nem üzemel. A település a Körös egyik elhagyott övzátonyán helyezkedik el, környezeténél 3-4 méterrel magasabban.
Magyartésnek önálló irányítószáma van: 6611.

#### Története
Magyartés nevét 1327-ben említette először oklevél Tees néven. 1360-ban Tees néven írták. A település részben köznemesi birtok, részben várföld volt, melyen még a 14. században is várnép lakott. 
Honfoglalás előtti vegyes szláv lakossága a természettől védett helyen, vizektől, nádasoktól körülvéve, nyugodt életet folytatott. A magyarság megjelenésével népességi tekintetben hamar átalakult. írásos emlékek nyomán birtokosa a Tési (Teési) család. Tési György helybeli földesúr teljesen lefoglalta a garamszegi apátság birtokát, saját embereivel műveltette a területet, a termést pedig Tésre szállította. Az apátság panaszára a megye vizsgálatot tartott. A Tési-család birtoklása valószínűleg Mátyás király uralkodása alatt szűnt meg. A birtokelvétel gyakran új család kezére juttatott régi családi birtokokat, ezek hűtlensége folytán. 1495-ben Tés More Péter birtokában van, Szentlászló és Pókfalva nevű falvakkal együtt. 1505 után a Gyólai-család tulajdonolta a falut részben Dócz, Máma, Tőke, Bökény és Ellésmonostora nevű falvakkal együtt.
Ezután a Dóczi-család 1572-ig birtokosa a helységnek. A török hódoltság elején 1558-ban a tési halastavakat bérbe adták. Amíg Gyula vára ellent tudott állni a török ostromnak, Tés falu is hozzá tartozott. 1554-től szerepel az adójegyzékben. 1561-ben Földváry István a Gyulavár hadnagyának lajstroma szerint Dóczi Ferencen kívül Kenderessy Lőrinc, Vértesy Mihály, Simái Miklós és Vizessy János voltak részbirtokosok.
Népességi adatait a török adójegyzékből ismerjük, mikor a vásárhelyi nahiéhoz tartozott, Tés falu magyar lakossága 10 lakóház után fizette a fejadót. A 45—47 főnyi lakosság a kétféle adózás hatása alatt állandó visszaesést szenved. Gyula várának elestével csak névleges birtokosainak adózik.
Az 1596—98. évek tatár-pusztításai elemésztették ezt a falut is. Neve 1642-ben tűnik fel ismét, amikor Csanádi János és Jakus János felső- magyarországi nemesek kapták királyi adományban Orosháza, Tés és Fecskés elhagyott egész pusztákat. 
A területet 1655 márciusában Wesselényi nádor Básti János Borsod megyei táblabírónak adományozta.
A Thököly-felkelés idején Básti László, majd János zálogba adták itteni birtokrészüket Török Bálintnak, azután Kincses Andrásnak. A Csanádi örökösök részét Harsányi György és Németh Márton kapták. A visszafoglaló háborúk alatt gyér lakossága előbb Szentesre, majd Borsod megye védettebb helyeire menekült. Elhagyottsága miatt sem Schlick, sem Károlyi adománylevelében nem szerepel. A régi faluhely nemesi jogon kb. 560 hold nagyságban Szentes városé lett. Előbb ugyanis Heves- és Külső-Szolnok megyéhez tartozott. Szentes város birtokrészeit szétosztották helybeli lakosok között, akik így ősi jogon benépesítették Tés-pusztát. 
1828-ban Tés még puszta 89 lakóházzal és 837 lakossal.
Népessége 1930-ban 419 fő. A gazdasági cselédek elköltözése apasztotta a létszámát. A lakóházak száma 92.
Magyartést az 1950-es évek tanyaközségesítései során választották le Szentesről. A település újonnan kialakított belterülete mellett négy külterület (Bökény; Magyartési Tanyák; Mentettrét; Zalota) került a községhez, amelyeknek 1949-ben összesen 1099 lakója volt. Magyartés gazdaságilag soha nem tudott igazán önállóvá válni. A településen nem alakult önálló községi TSZ, a helyi gazdákat a szentesi Árpád MGTSZ fogta össze. 1960-ban a faluban és a környező tanyákon még 950-en laktak, ám a következő évtizedek szentesi élelmiszeripari fejlesztései valósággal elszívták Magyartés lakosságát. Főként a külterületeken következett be drámai fogyatkozás. Magyartést 1977-ben csatolták vissza Szenteshez.
Napjainkban [mikor?] az egykori községterületen elhelyezkedő tanyákon 140, a faluban már csak 120 fő körüli lélekszámú ember él, ahol korábban egy orvosi rendelő, könyvtár és alsó tagozatos iskola is működött. A rendszerváltás után a régi faluházán nyári gyerektábort alakítottak ki. 2008-ban magyartési polgárok felvetették, hogy a település szakadjon el Szentestől és inkább a hasonló nagyságú Nagytőkével alapítsanak közös önkormányzatot.

### Lapistó
A Szentest Nagymágoccsal összekötő 4406-os úton található, nevét az egykor itt található tóról (Lapistó-Fertő) kapta. Feljegyzések szerint a tó árvíz idején a Tiszából is kapott vízutánpótlást, de a 20. századi csatornaépítések és lecsapolások mára felszámolták. 2007 januárjában madárinfluenza ütötte fel a fejét egy lapistói libatelepen, de a betegség nem terjedt tovább.

### Cserebökény
A Szentest Szarvassal összekötő 4401-es úton található; Eperjessel a 4402-es út köti össze. A környező puszta a Körös–Maros Nemzeti Park része. Cserebökény 1947-ben alakult önálló községgé Szentes, Eperjes (akkori nevén Kiskirályság) és Öcsöd határrészeiből, de 1973-ban Szenteshez csatolták.
Filmes vonatkozása, hogy a történet szerinti időpontban önálló községnek számító Cserebökény érintőlegesen említésre kerül Koltai Róbertnek az 1950-es évek elején játszódó, Csocsó, avagy éljen május elseje! című filmvígjátékában.

### Kajánújfalu
A Szentest Szarvassal összekötő  4401-es út közelében, attól nyugatra található. Mellette található a Fekete-halom nevű 8 méter magas kunhalom.